# 関根明子 (トライアスロン選手)
関根 明子（せきね あきこ、旧姓：平尾、1975年8月30日 - ）は、福岡県北九州市小倉南区出身の元・女子トライアスロン選手。1999年から2008年まで活動していた。
身長167cm、体重50kg。NTT東日本・NTT西日本所属。

## 経歴
- 4歳から水泳を始める。
- 九州国際大学付属高等学校3年時には陸上部の主将として全国高校駅伝に出場。
- 1995年に実業団のダイハツに入り長距離選手を目指していたが故障に苦しみ、ちょうどシドニーオリンピックに向け選手を探していた日本トライアスロン連合から声がかかり1998年にトライアスロンに転向。

- 専属トレーナーの関根陽一と結婚。

## 成績
- 1999年……ASTC アジア選手権ソクチョウ大会優勝
- 1999年……ITU世界トライアスロン選手権モントリオール大会12位
- 2000年……ITUワールドカップ石垣島大会3位
- 2000年……ITU世界選手権パース大会9位
- 2000年……シドニーオリンピック 17位（2時間04分18秒70） ※旧姓「平尾」で出場
- 2001年……日本トライアスロン選手権優勝
- 2003年……ITUワールドカップ蒲郡大会3位
- 2004年……ASTCアジア選手権スビックベイ大会優勝
- 2004年……ITU世界選手権マデイラ大会10位
- 2004年……アテネオリンピック 12位（2時間07分34秒02）
- 2004年……日本トライアスロン選手権優勝
- 2005年……ITUワールドカップ石垣島大会3位
- 2005年……ASTCアジア選手権シンガポール大会2位
- 2005年……日本トライアスロン選手権2位
- 2006年……アジア競技大会ドーハ大会3位銅メダル
- 2007年……ASTCアジア選手権トンヨン大会優勝
- 2007年……日本トライアスロン選手権2位
- 2008年……現役引退を発表